# Dorfkirche Klobbicke

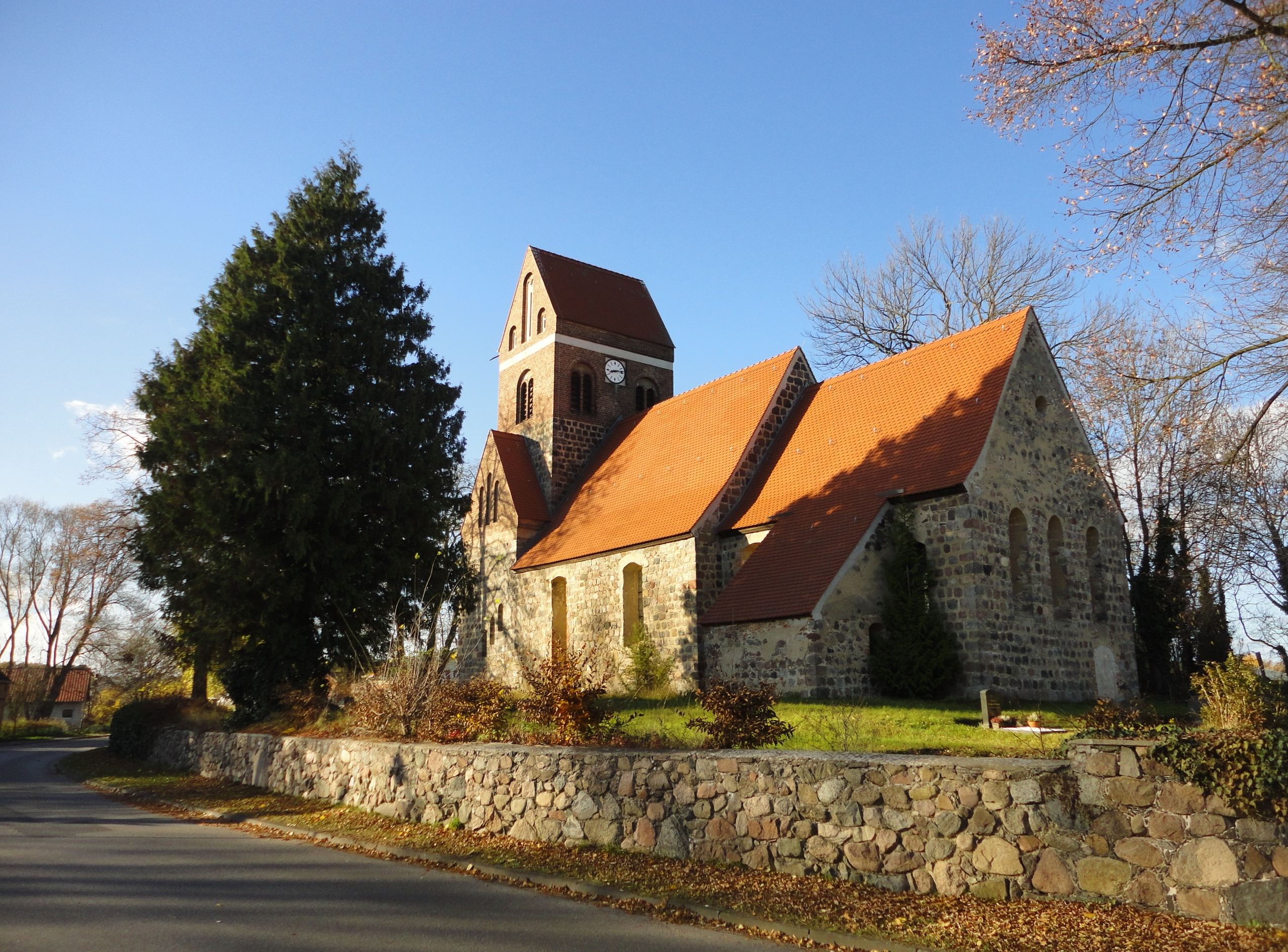
Dorfkirche Klobbicke

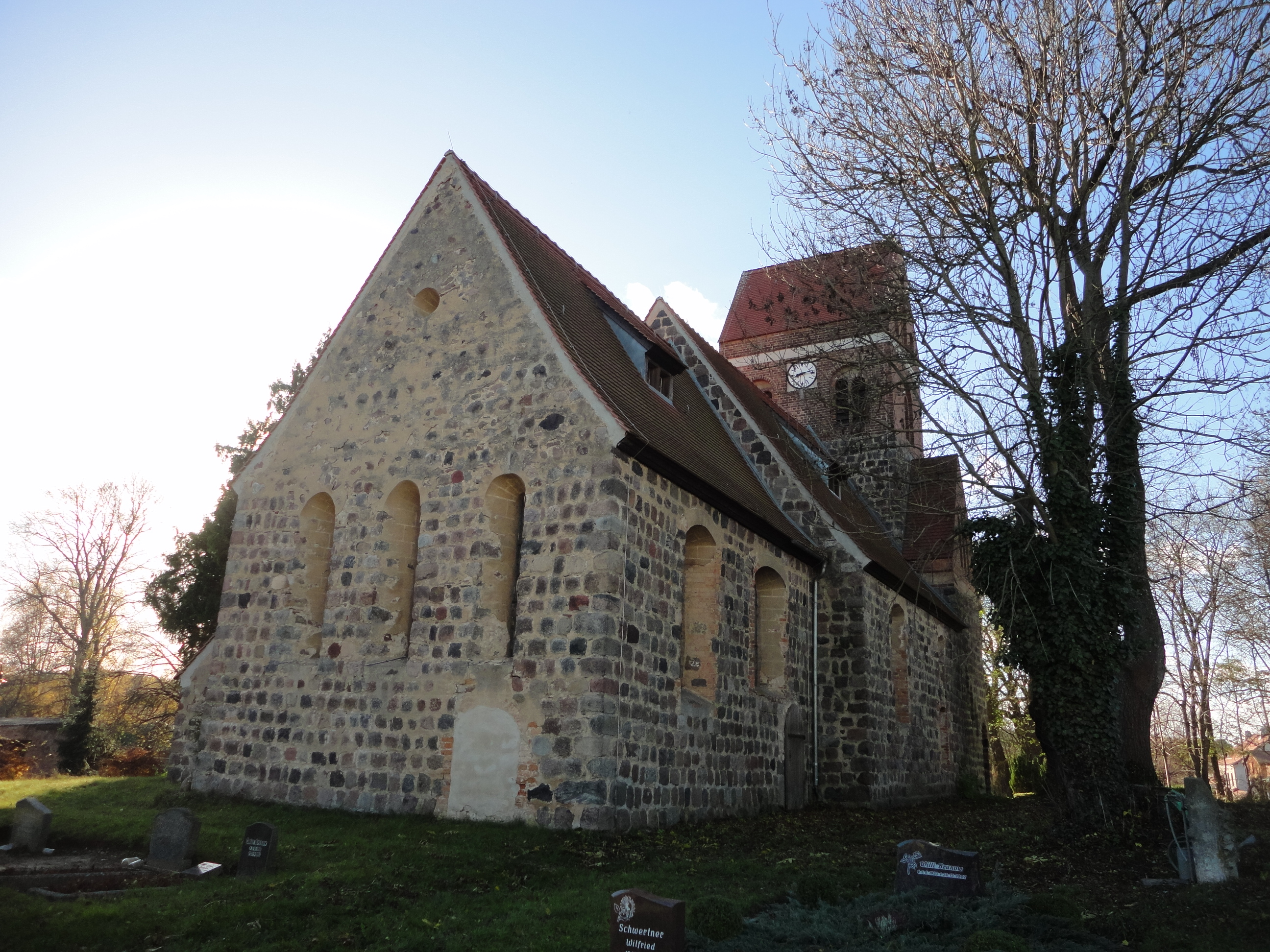
Nordostansicht

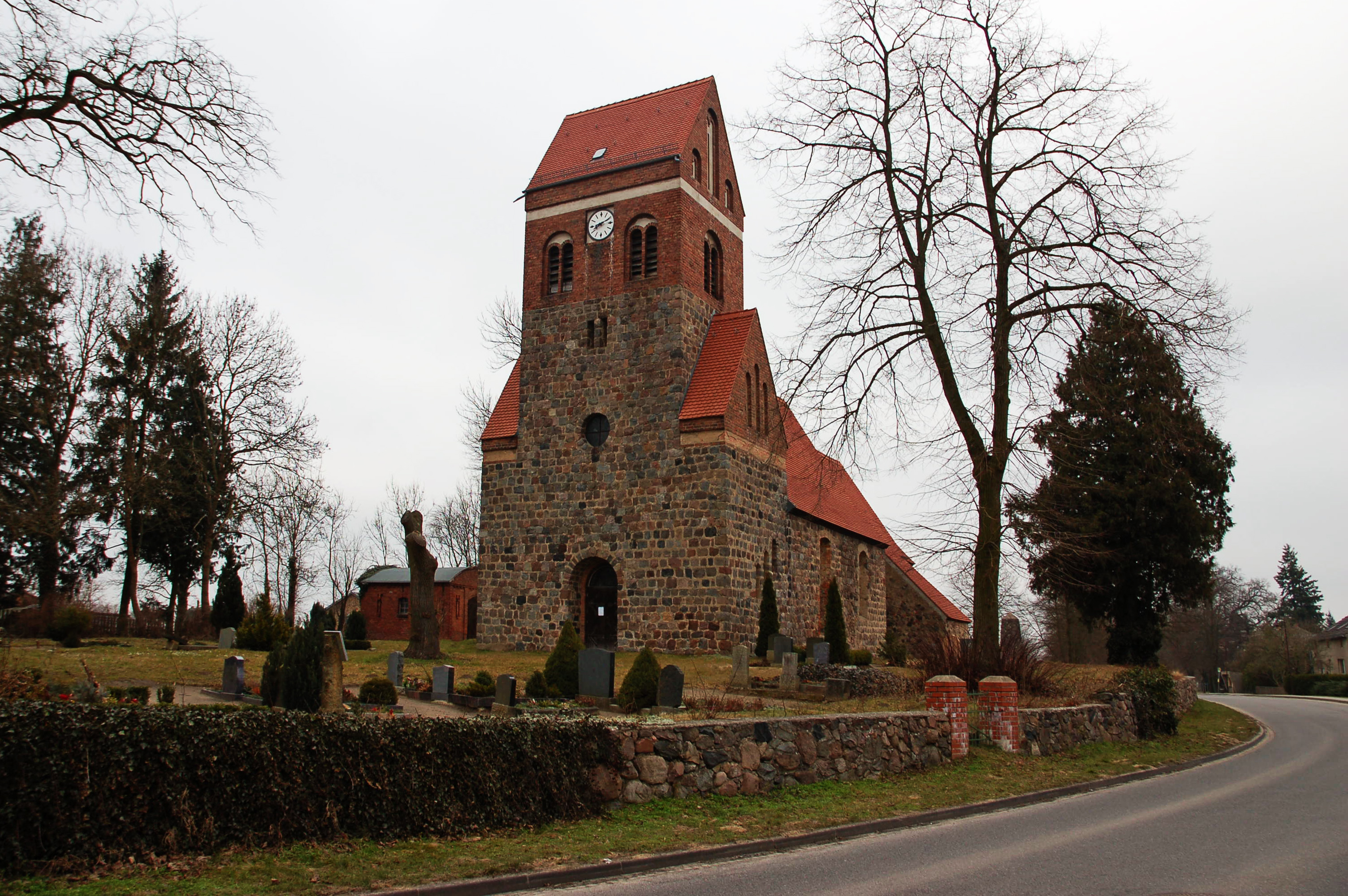
Westansicht

Die evangelische Dorfkirche Klobbicke ist eine frühgotische Saalkirche im Ortsteil Tuchen-Klobbicke der Gemeinde Breydin im Landkreis Barnim in Brandenburg. Sie gehört zum Pfarrsprengel Trampe im Kirchenkreis Barnim der Evangelischen Kirche Berlin-Brandenburg-schlesische Oberlausitz.

## Geschichte und Architektur
Die Saalkirche aus Feldstein mit eingezogenem Rechteckchor stammt aus der Mitte des 13. Jahrhunderts. Im Süden ist eine Sakristei aus Feld- und Bruchstein angebaut, die vermutlich aus dem 15. Jahrhundert stammt. Im Jahr 1904/1905 wurde ein neuromanischer Westturm aus Feldstein in Schiffsbreite erbaut, sein schmalerer Oberteil ist mit Glockengeschoss und Blendengiebeln aus Backstein versehen und trägt ein Quersatteldach. Restaurierungen erfolgten in den Jahren 1904/05 und 1994–1997. Bei der letztgenannten Restaurierung wurden der Fußboden repariert, der Dachstuhl ertüchtigt, das Dach neu gedeckt und die Turmuhr repariert.
Ein Südportal ist vermauert, nördlich am Chor findet sich eine Priesterpforte. Die Fenster wurden um 1630 stichbogig verändert, nur die Lanzetten der Dreifenstergruppe im Osten sind ursprünglich. Das Innere ist durch die einheitliche Renaissance-Ausstattung um 1630 beachtenswert. Eine Holztonne (im Chor mit aufgemalter Kassettierung, die 1904/05 erneuert wurde), schließt den Raum ab; die Westempore ist mit Brüstungsmalereien ausgestaltet.

## Ausstattung
Das Hauptstück der Ausstattung ist ein hölzerner zweigeschossiger Altaraufsatz mit seitlichen Knorpelwerkwangen, der auf das Jahr 1630 datiert ist. Das Hauptfeld ist mit einer freiplastischen Kreuzigungsgruppe vor gemalter Landschaft gestaltet, die von Säulen mit Beschlagwerk flankiert ist, in der Predella ist ein Abendmahlsbild, im Aufsatz die Taube angeordnet, im abschließenden, gesprengten Giebel eine Engelsskulptur; neben den Säulen, auf dem Gebälk und seitlich des Giebels sind zehn hölzerne spätgotische Apostelskulpturen aus der Zeit um 1520 aufgestellt.
Die hölzerne Kanzel aus dem Jahr 1630 wird von einer Mosesfigur getragen; am Korb sind Ecksäulchen und diamantierte Rundbogenblenden mit Bildern des Agnus Dei und der Evangelistensymbole angebracht. 
Ein Reliefgrabstein von 1575 ist mit ganzfiguriger Darstellung des Verstorbenen in Rüstung gestaltet. Eine Glocke wurde 1872 von Carl Friedrich Voß aus Stettin geschaffen.
Die Orgel ist ein Werk von Friedrich Kienscherf aus dem Jahr 1871. Sie hat sechs Register auf einem Manual und Pedal.